# Karl von Prittwitz und Gaffron

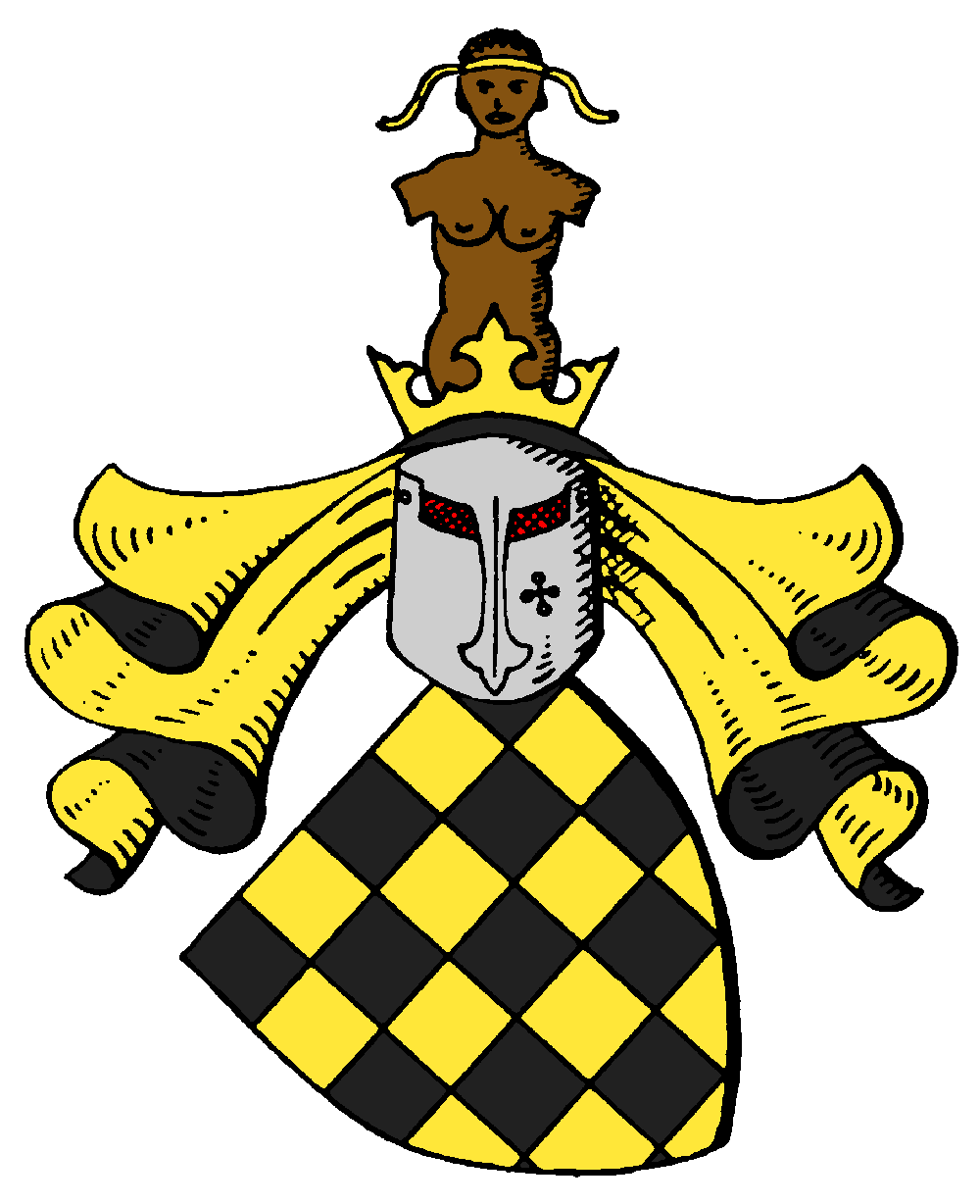
Gia huy của Gia đình von Prittwitz und Gaffron

Karl Heinrich Hans Wenzel von Prittwitz und Gaffron (5 tháng 12 năm 1833 tại Berlin – 27 tháng 12 năm 1890 tại Görlitz) là một Thiếu tướng quân đội Phổ, đã từng tham chiến trong cuộc Chiến tranh Áo-Phổ (1866) và cuộc Chiến tranh Pháp-Đức (1870 – 1871).

## Gia đình
Prittwitz sinh vào tháng 12 năm 1833, trong gia tộc Prittwitz vùng Schlesien, một dòng họ quý tộc lâu đời và có nhiều chi nhánh. Ông là con trai của Thượng tướng Bộ binh Phổ và Công dân danh dự Potsdam Karl von Prittwitz với người vợ của ông này là bà Henriette von Bergh.
Vào ngày 20 tháng 7 năm 1871, tại điền trang Drehsa (Oberlausitz), ông thành hôn với Fanny Freiin von Magnus (14 tháng 10 năm 1850 tại điền trang Drehsa – 6 tháng 8 năm 1930 tại Berlin), con gái của địa chủ Rudolf Freiherrn von Magnus, chủ điền trang Drehsa, và bà Karoline von Zeschau.

## Sự nghiệp quân sự
Prittwitz khởi đầu sự nghiệp quân sự khi gia nhập Trung đoàn Bộ binh Cận vệ số 1 ở Potsdam.
Vào năm 1866, ông tham gia cuộc Chiến tranh Bảy tuần với Áo và chiến đấu trong chiến dịch Böhmen.
Vào năm 1870, ông là Thiếu tá và Tiểu đoàn trưởng của Trung đoàn. Ông đã tham chiến trong cuộc Chiến tranh Pháp-Đức (1870 – 1871) và chiến đấu trong các trận đánh quan trọng ở St. Privat/Gravelotte và Sedan. Trong trận vây hãm Paris, ông kế nhiệm Thượng tá Bernhard Heinrich Ferdinand von Stülpnagel làm Chỉ huy trưởng Tiểu đoàn 2 của Trung đoàn Bộ binh Cận vệ số 1, sau khi vị chỉ huy tiền nhiệm tử thương do trúng đạn ở bắp vế trong trận St. Privat vào ngày 18 tháng 8 năm 1870.
Không có thông tin cụ thể về những bước đường kế tiếp trên con đường binh nghiệp của ông.

## Tặng thưởng
- Huân chương Đại bàng Đỏ hạng IV kèm theo Thanh gươm (1866)
- Huân chương Thập tự Sắt hạng II (1870)
- và nhiều huân chương khác